# Rosenheim (distrito)
Rosenheim é um distrito da Alemanha, na região administrativa de Oberbayern, estado de Baviera.

## Cidades e Municípios

Cidades e municípios no Landkreis Rosenheim

| Cidades | Municípios | |
| --- | --- | --- |
| 1. Bad Aibling 2. Kolbermoor 3. Wasserburg am Inn Verwaltungsgemeinschaften 1. Breitbrunn am Chiemsee 2. Halfing 3. Pfaffing 4. Rott am Inn Mercados/Markt 1. Bad Endorf 2. Bruckmühl 3. Neubeuern 4. Prien am Chiemsee | 1. Albaching 2. Amerang 3. Aschau im Chiemgau 4. Babensham 5. Bad Feilnbach 6. Bernau am Chiemsee 7. Brannenburg 8. Breitbrunn am Chiemsee 9. Chiemsee 10. Edling 11. Eggstätt 12. Eiselfing 13. Feldkirchen-Westerham 14. Flintsbach 15. Frasdorf 16. Griesstätt 17. Großkarolinenfeld 18. Gstadt am Chiemsee 19. Halfing 20. Höslwang | 1. Kiefersfelden 2. Nußdorf am Inn 3. Oberaudorf 4. Pfaffing 5. Prutting 6. Ramerberg 7. Raubling 8. Riedering 9. Rimsting 10. Rohrdorf 11. Rott am Inn 12. Samerberg 13. Schechen 14. Schonstett 15. Söchtenau 16. Soyen 17. Stephanskirchen 18. Tuntenhausen 19. Vogtareuth |